# Дистаннид триродия
Дистаннид триродия — бинарное интерметаллическое неорганическое соединение
родия и олова
с формулой Rh3Sn2,
кристаллы.

## Получение
- Сплавление стехиометрических количеств чистых веществ:

{\displaystyle {\mathsf {3Rh+2Sn\ {\xrightarrow {1200^{o}C}}\ Rh_{3}Sn_{2}}}}

## Физические свойства
Дистаннид триродия образует кристаллы
гексагональной сингонии,
пространственная группа P 63/mmc,
параметры ячейки a = 0,4340 нм, c = 0,5553 нм, Z = 1,
структура типа арсенида никеля NiAs
.
Соединение образуется по перитектической реакции при температуре ≈1200°С
и имеет область гомогенности 37,5÷40,5 ат.% олова.
.